# Phyllachora clavata
Phyllachora clavata är en svampart som beskrevs av Orejuela 1944. Phyllachora clavata ingår i släktet Phyllachora och familjen Phyllachoraceae.   Inga underarter finns listade i Catalogue of Life.